# スタンステッド空港トランジット・システム
スタンステッド空港トラック・トランジット・システム（スタンステッドくうこうトラックトランジットシステム、英: Stansted Airport Track Transit System (TTS)）は、イギリスのロンドン・スタンステッド空港にある空港新交通システムである。
1991年の開港後、第2サテライトビルのために追加された2つの地下鉄駅とともに、1998年に当システムが拡張された。当システムは空港内でセキュリティ区域を通過した後に利用できる。

## 駅一覧
3駅が設置されており、各駅ともホームドアを備えている。

## 軌道設備
当システムは複線で総延長3.2 km、一端には検車場が設置されている。2つのサテライトビルとメインターミナルビルを結ぶ高架およびトンネル部分が含まれており、1（ゲート1 - 19）および2（ゲート20 - 39）の番号が付いている。

## 車両
開業時にウェスティングハウスが製造したアドトランツC-100を5両導入した。1998年の延伸の際にはボンバルディアCX-100が4両増備され、合計9両の陣容となっている。
通常運行時には、9両のうちの8両は99.98 %の可用性の記録を維持するために運行中である。運行は1両編成のほか、2両編成または3両編成の連結運転も行われる。列車は完全に自動化されている（無人運転）。

## ギャラリー

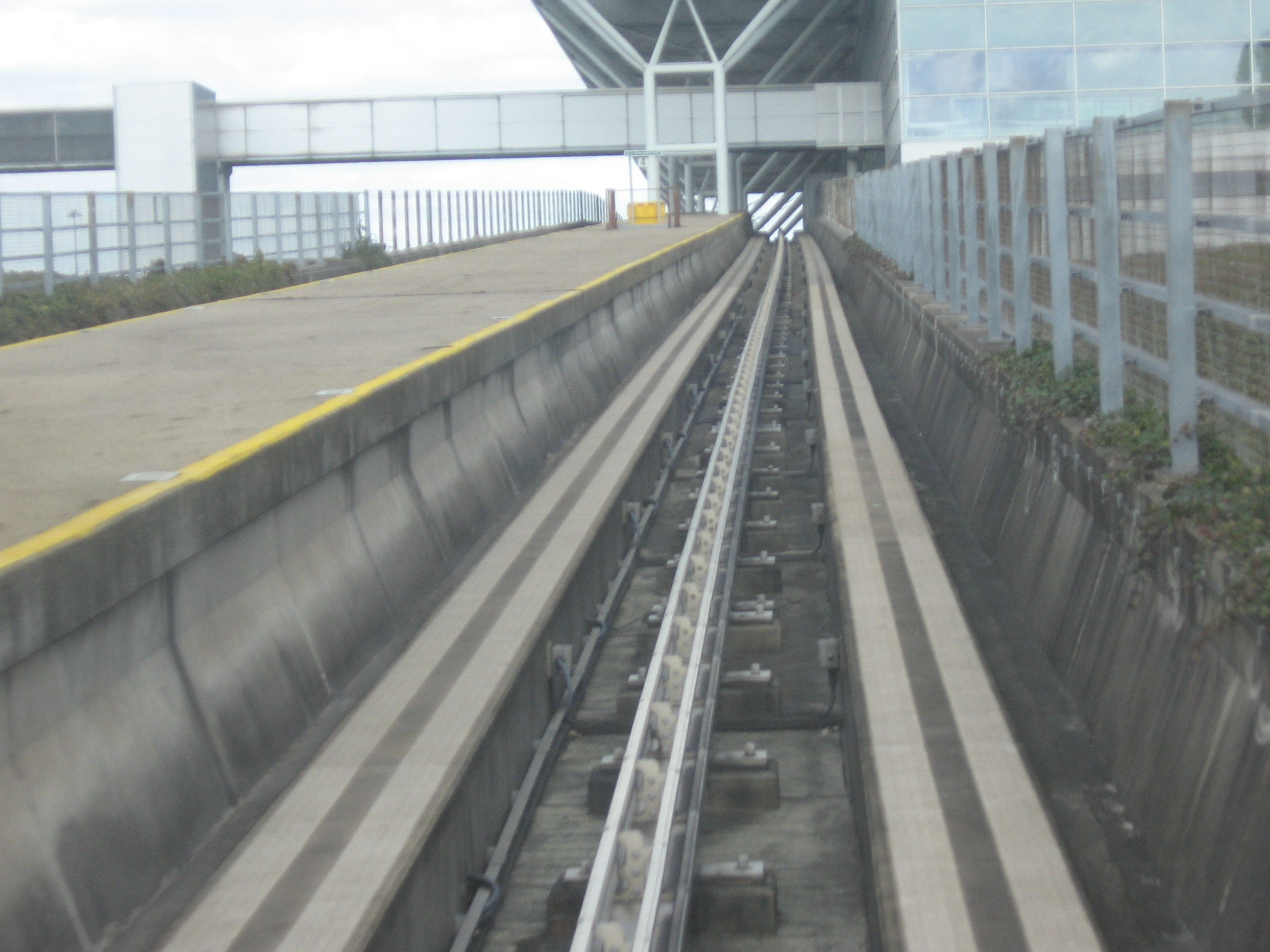
後方から見たメインビルへの上り坂
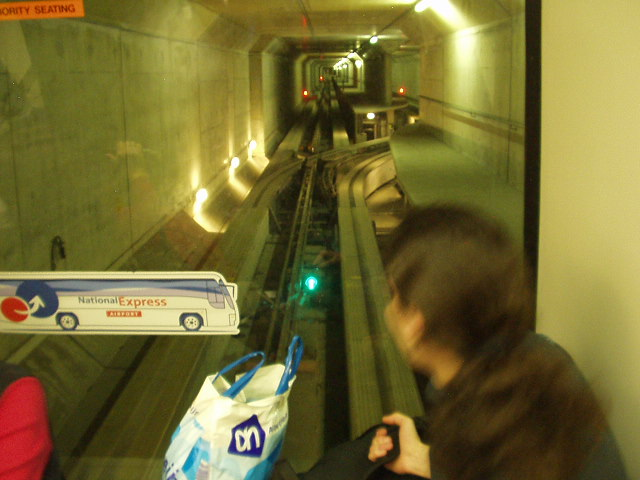
箱のように見える地下部分
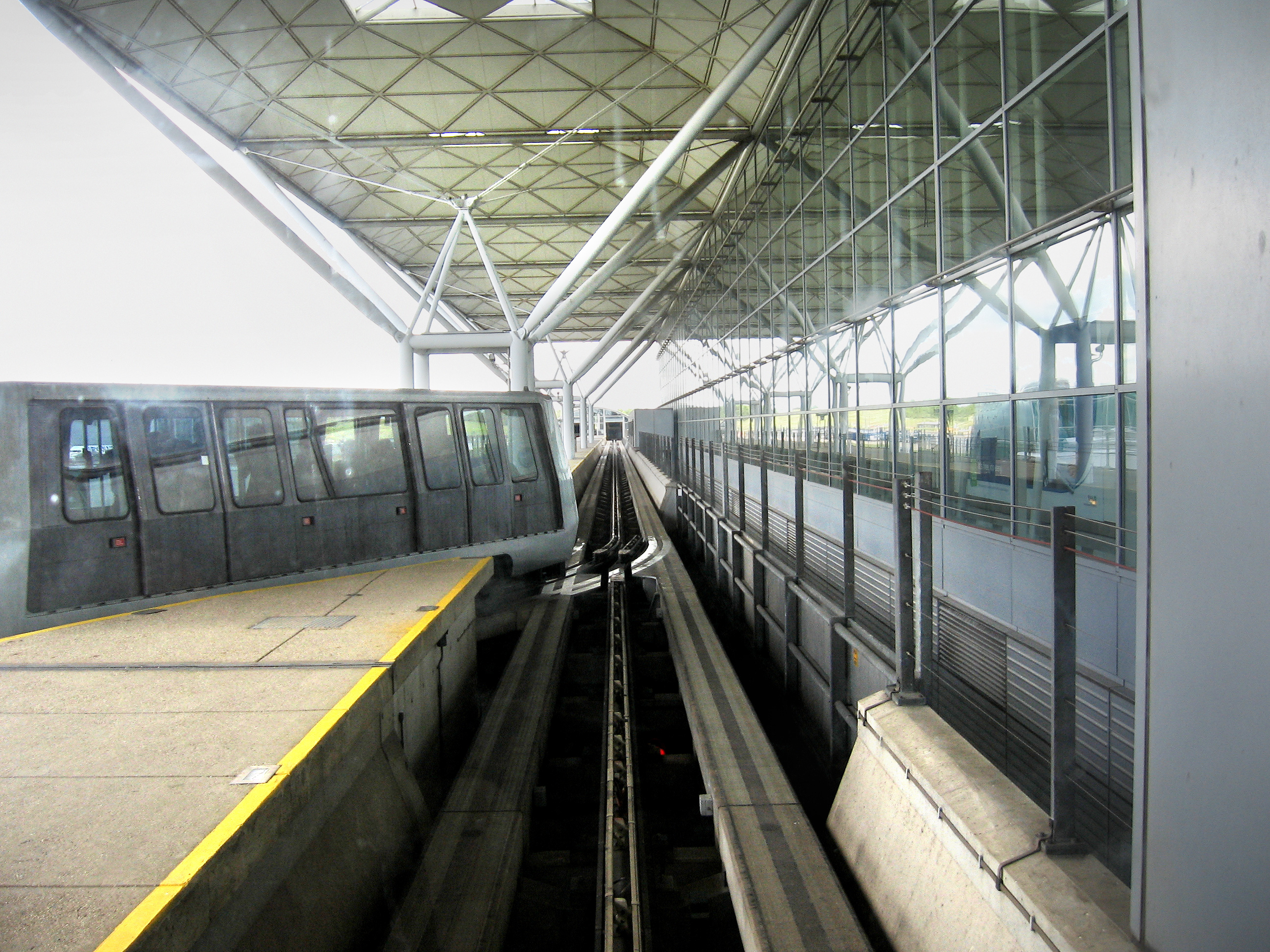